# Pompano Park
Isle Casino Racing Pompano Park, även känt som endast Pompano Park, är en travbana som är del av kasinokomplexet Isle Casino i Pompano Beach i Florida i USA. Komplexet ägs och drivs av Caesars Entertainment, Inc. (tidigare Eldorado Resorts).

## Om banan
Banan kallas ofta för The Winter Home of Harness Racing, eftersom banans tropiska läge i södra Florida gör den till ett idealiskt alternativ för hästar och kuskar, då de flesta travbanor norrut tävlar i kalla förhållanden på vintern, ofta med snö och is. Banan arrangerar travlopp cirka tio månader om året, med en kort paus under sista halvan av juni till andra veckan i augusti.
Liksom de flesta travbanor sänder Pompano Park travlopp från hela USA och Kanada, vilket gör det möjligt för besökarna att satsa på hästar cirka 363 dagar per år.
Huvudbanans längd är 5/8 mile (cirka 1000 meter). Banan har bland annat arrangerat travserien Breeders Crown ett flertal gånger.

### Rekord
1987 slog den då treåriga amerikanska travaren Mack Lobell världsrekord på banan, då han segrade i Breeders Crown 3YO Colt & Gelding Trot på tiden 1:54.1 (1.11,0) över distansen 1 609 meter.
Den 23 januari 2019 tog kusken Wally Hennessey sin 10 000:e seger i karriären på banan, en bedrift som endast 16 personer tidigare lyckats med.

### Utbyggnad
Den ursprungliga travbanan omvandlades 2017 till ett kasinokomplex, då den förvärvades av Eldorado Resorts. Den erbjuder för närvarande livepokerspel, under vad som begränsas av Floridas lagar.
År 2018 tillkännagav Eldorado Resorts ett samarbete med Cordish Companies för att utveckla området kring Pompano Park med ett blandat projekt inklusive detaljhandel, restauranger, kontor, bostäder och hotell.